# Azonnali.hu
Az Azonnali.hu 2017 júniusában alapított magyar közéleti hírportál. Fókuszában a magyar politika és a közép-európai régió áll.
2022. augusztus eleji sajtóhír szerint a portál megszűnik; az értesülést Gerényi Gábor, az egyik tulajdonostárs megerősítette, és nem sokkal később befejezte működését.

## Története

### Alapítása
A lapot kiadó céget Gerényi Gábor, a Mandiner hírportál korábbi kiadójának ügyvezetője alapította azt követően, hogy a Mandiner kiadását új cég vette át. Gerényi mellett a projektben már az alapítástól részt vett a vele egy időben a Mandinertől távozó két újságíró, Bukovics Martin és Bakó Bea. A cégelnevezés magyarázata, hogy Bakó és Bukovics parlamenti videós rovatának címe a Mandineren Azonnali kérdések volt. Az eredeti elképzelés része volt, hogy Youtube-videoblogger vállalkozást fognak majd működtetni.

### Tulajdonosi háttere
2018 májusában az egri székhelyű, Azonnali Média Kft. nevű lapkiadónál történt tőkeemeléssel Ungár Péter, az LMP országgyűlési képviselője is tulajdonrészt szerzett a lapban Gerényi mellett. A két tulajdonos neve az impresszumban is olvasható. Bakó szerint szokatlan "ez a fajta átláthatóság a magyar sajtóban".
Az Azonnali kiadójában a többségi tulajdonrész Ungáré, aki állítása szerint csupán befektetőként vesz részt a lap életében. Bukovics alapító-társfőszerkesztő elbocsátásakor Gerényi mégis utalt arra, hogy nem egyedül döntött a kérdésben.
Gerényi az Index 2020. nyári ügyében játszott szerepe miatt az Azonnali véleményrovatában rendszeresen szereplő Ésik Sándor letiltotta bejegyzéseinek újraközlését.

#### Bukovics Martin elbocsátása
2021 szeptember 1-én Bukovics Martin alapító-társfőszerkesztőnek felmondott a kiadó Azonnali Média Kft. Bukovics elbocsátásáról a másik alapító-társfőszerkesztő, az anyasági szabadságát töltő és eképp felmondási védelem alatt álló Bakó Bea számolt be az Azonnalin megjelent cikkében. A kisebbségi tulajdonos Gerényi és a kiadó ügyvezetője a szerkesztőséget arról tájékoztatták, hogy „sok lett a konfliktus”. Az ügyvezető közleménye szerint „ismétlődő vezetői kommunikációs problémák, valamint hatáskörtúllépés” miatt rúgták ki az alapító főszerkesztőt. Gerényi nyilatkozata szerint az alapító-társfőszerkesztők által kialakított munkaköri légkör több kolléga számára is elviselhetetlen volt, a stílusuk és a hangnemük pedig nem volt vállalható.
Bukovics azt nyilatkozta, hogy az indoklás "kamu", a kirúgását pedig jogszerűtlennek tartja. A Mérce által megkérdezett újságírók sem értettek egyet a kiadó indoklásával. Pintér Bence, a Bukovics helyett megbízott főszerkesztő arról írt, hogy mindkét oldalon lát igazságot. Bukovics kirúgása után több újságíró távozott a laptól, közülük volt olyan is, aki az Azonnalin írta meg az indokait. Varsányi Bence újságíró arról írt, hogy "nem hajlandó még minimális forgalmat sem generálni egy olyan portálnak, aminek a tulajdonosai mondvacsinált indokkal kirúgják a főszerkesztőt". Petróczi Rafael újságíró arról írt, hogy már nem bízik az Azonnali vezetőségében. Petróczi ugyanakkor arról is említést tett, hogy noha sokat tanult belőle, volt olyan munkahelyi időszaka, amikor "minden egyes nap gyomorgörccsel mentem be az akkori, Váci utcai szerkesztőségünkbe, hogy ma éppen mit fogok elszúrni, és miért fogok lecseszést kapni".
Bukovics Martin munkaügyi pert indított a kiadó ellen. Első fokú, nem jogerős ítéletében a bíróság a kiadóvállalatnak adott igazat, és megállapította, hogy a korábbi társfőszerkesztő kifogásolhatóan beszélt a stáb egyes tagjaival, ami hozzájárult újságírók távozásához.
Bukovics helyét előbb Pintér Bence, az Ugytudjuk.hu főmunkatársa vette át megbízott főszerkesztőként, majd az átmeneti időszak után Kósa Andrást, a Népszava korábbi újságíróját nevezték ki főszerkesztőnek. A távozó társfőszerkesztő Gemišt néven indított új médiaterméket.

## Helye a magyar médiapiacon
A Bukovics és Bakó társfőszerkesztő idején íródott önmeghatározás szerint az Azonnali közép-európai fókuszú közéleti lap, amely nem próbál sokszorosan nagyobb szerkesztőségekkel hírversenyezni. Önálló témák feldolgozására törekednek a magyar politika vagy a tágabb nemzetközi régió témacsoportjain belül. Szerintük a jó lap kicsit mindig ellenzéki, de visszautasítják a magyarországi ellenzéki vagy kormánypárti, "egybites" jelzőket. Nem az alapján közlünk cikkeket, hogy kinek árt vagy használ, ha az megjelenik, hanem aszerint, hogy fontos-e és közérdeklődésre tart-e számot. Főszerkesztői kinevezését követően Kósa András azt mondta, hogy az Azonnali megőrzendő értékének az erős régiós-, és külpolitikai elkötelezettséget, a véleménycikkeket és az elemzéseket tartja, amelyek mellett a belpolitikai és európai uniós vonalat szeretné erősíteni.
Tamás Gáspár Miklós filozófus szerint az Azonnali részletesen számol be Kelet- és Közép-Európa viszonyairól, de az újságot nem olvassák sokan. A kiadó jogi képviseletét több alkalommal ellátó Schiffer András jogász, az LMP volt elnöke szerint az Azonnali egy belföldi és külföldi politikai témákkal egyaránt foglalkozó szeriőz hírportál, vagyis nem egy bulvárlap.

## Nevezetes cikkek

### Cikksorozat a szerbiai választásokról
Az Azonnalin megjelent, 2020 júniusi szerbiai választásról szóló cikkekből és interjúkból sorozatért Bukovics Martin és Bakó Bea kapták a 2020 júniusi Minőségi Újságírásért díjat. A díjat odaítélő Főszerkesztők Fóruma szerint  "Az Azonnali.hu általában is kiemelkedik a kelet-közép-európai régió ügyeiben tanúsított aktivitásával, amelynek nagyszerű példája volt a nyolc nagyobb részből álló, interjúkkal, elemzésekkel tarkított szerb választási sorozat." A cikksorozatot Tamás Gáspár Miklós is méltatta.
Illés Boglárka, a Fidelitas akkori elnöke azonban sajtó-helyreigazítási pert indított a lap ellen egy a cikksorozat részét képező tudósítás miatt. A pert Illés elvesztette.